# Гросенброде
Гросенброде (нем. Großenbrode) — община в Германии, в земле Шлезвиг-Гольштейн.
Входит в состав района Восточный Гольштейн. Население составляет 2117 человек (на 31 декабря 2010 года). Занимает площадь 20,98 км².

## Фотографии

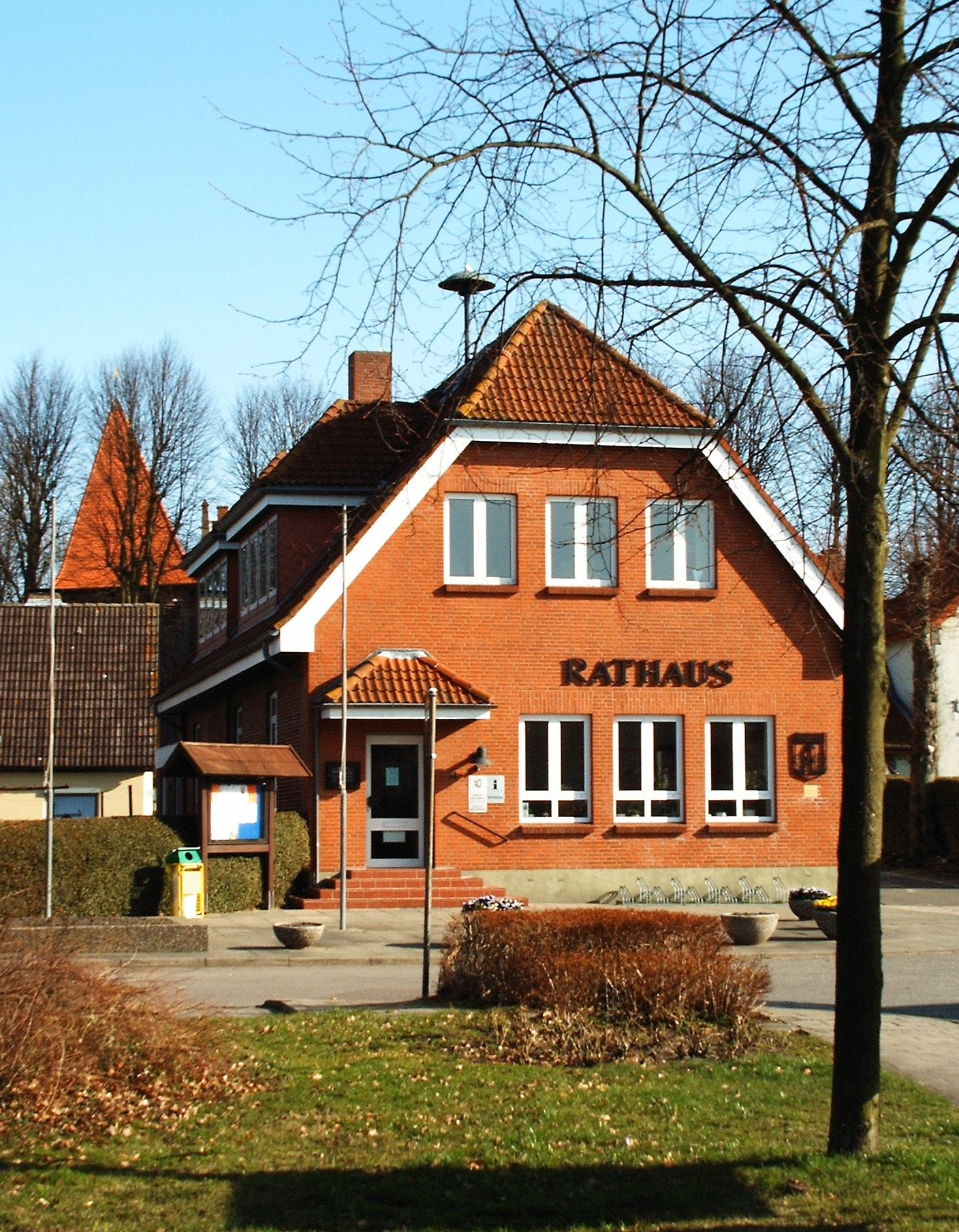
Ратуша
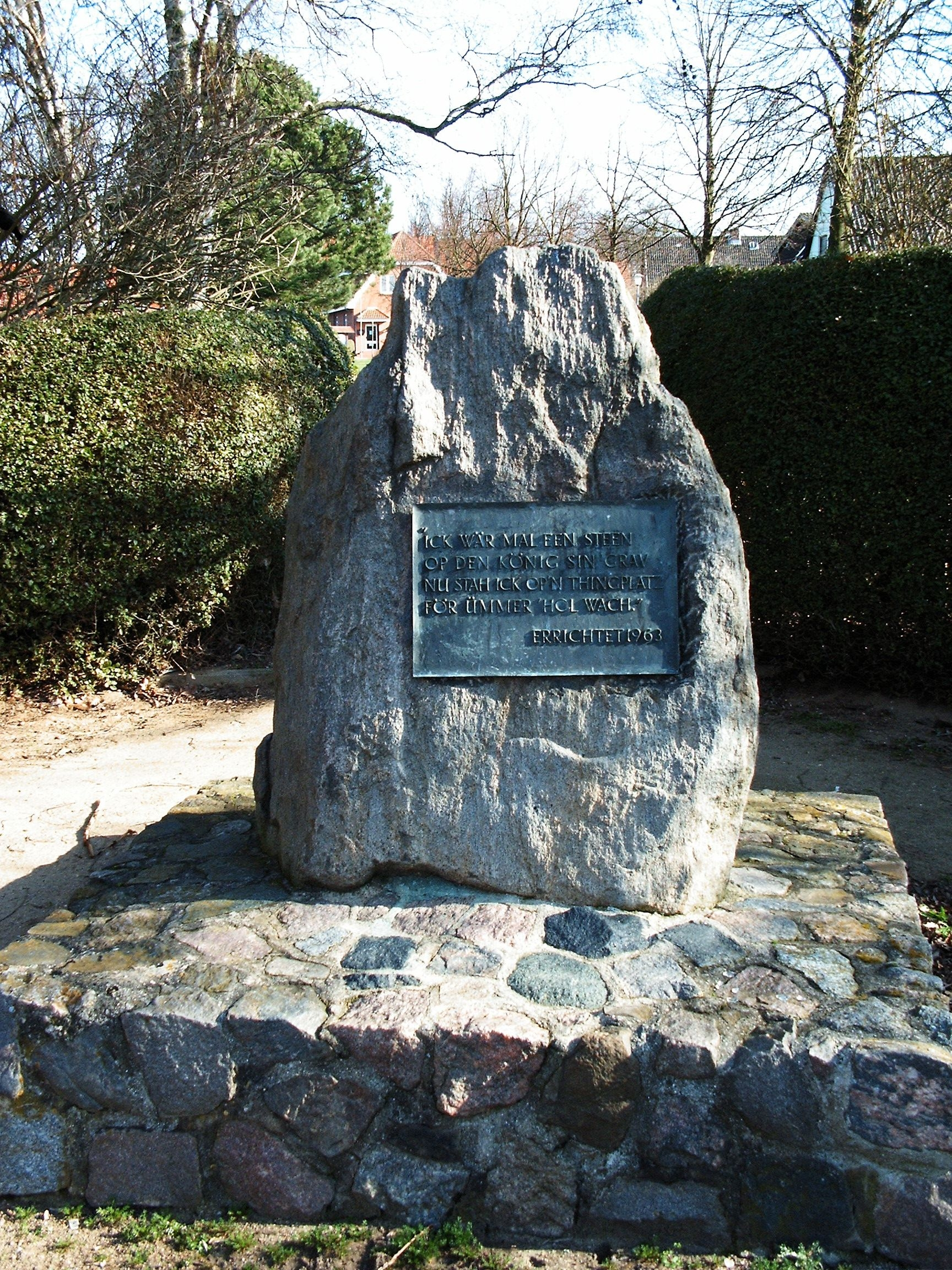
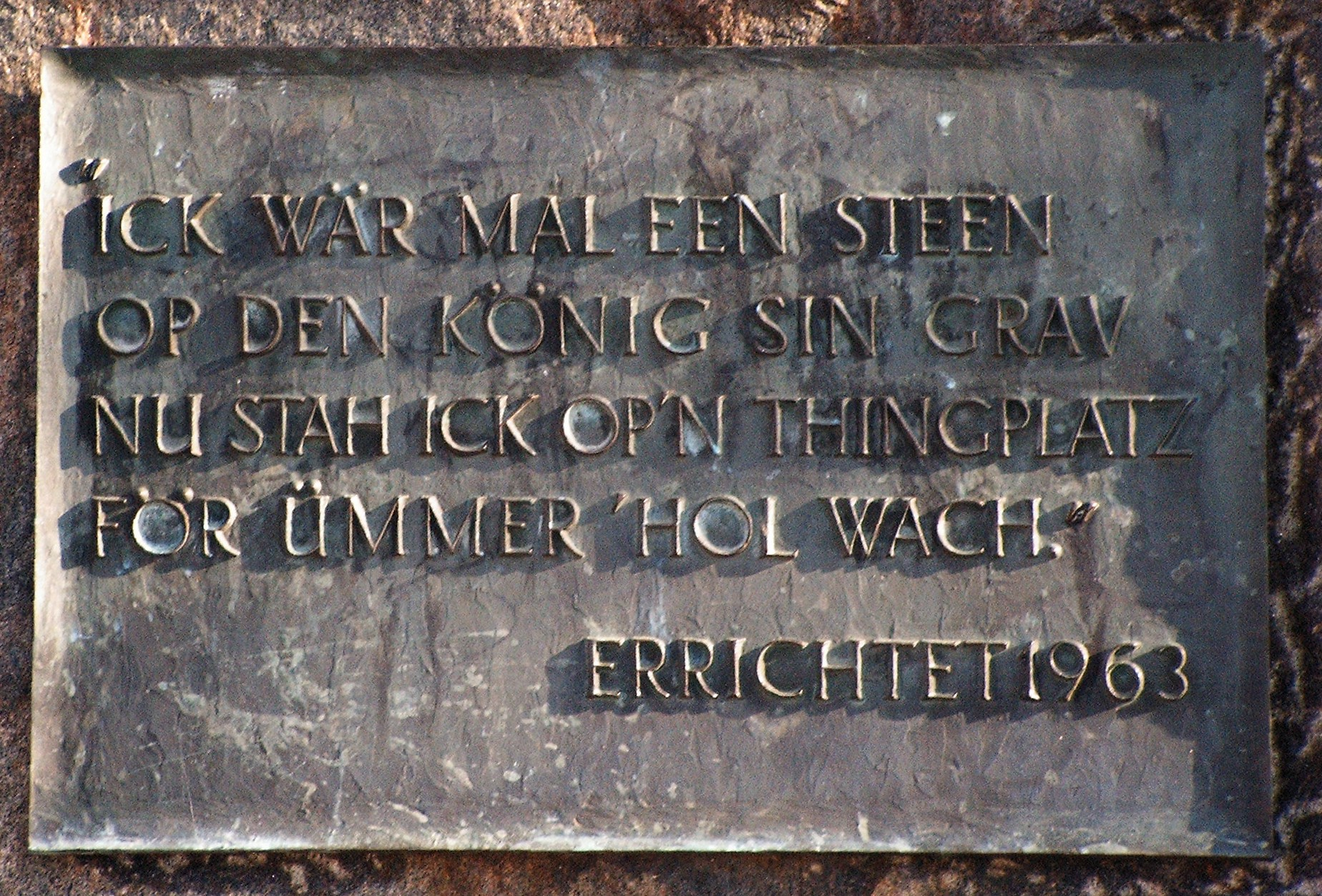
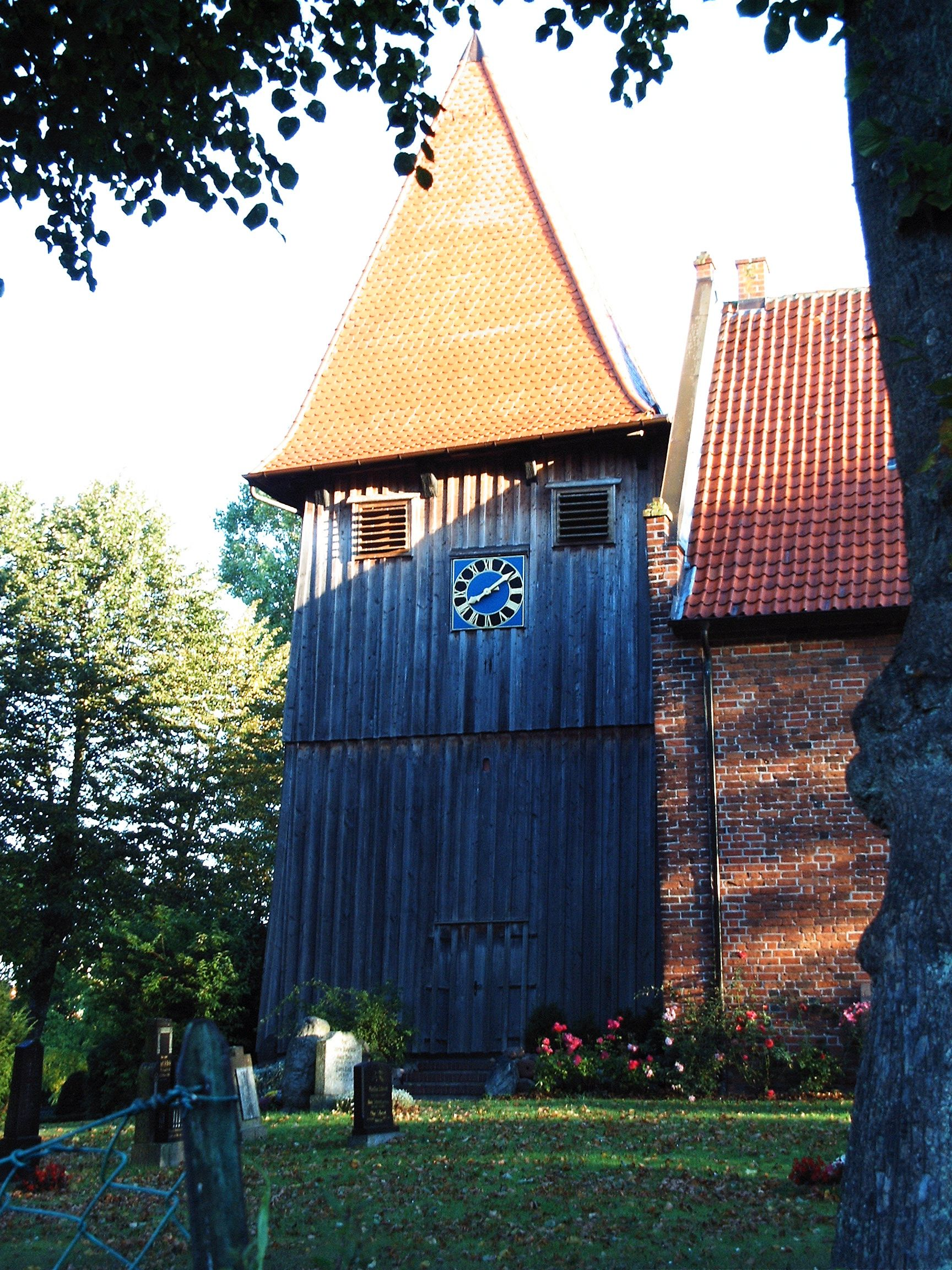
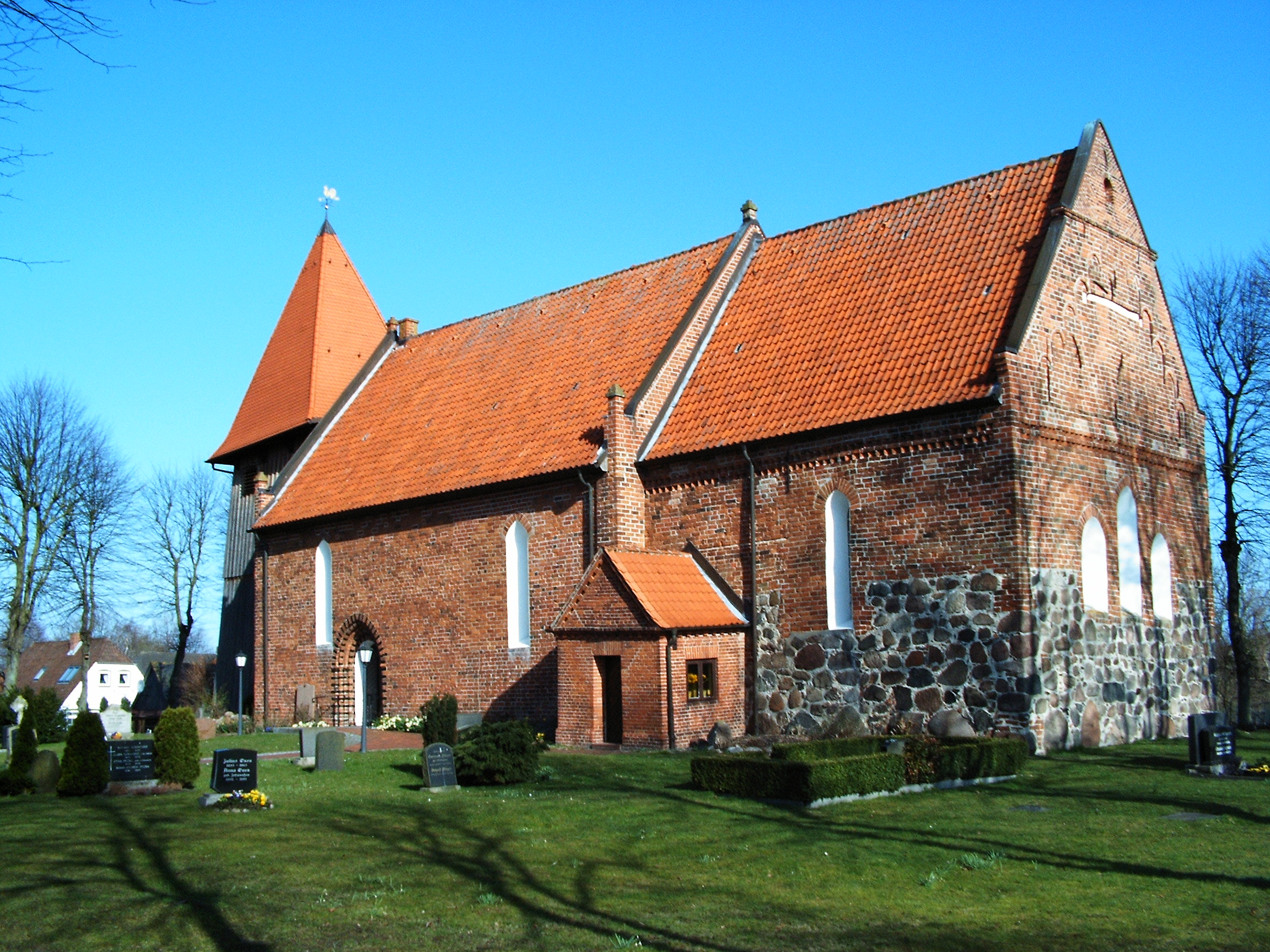
Церковь
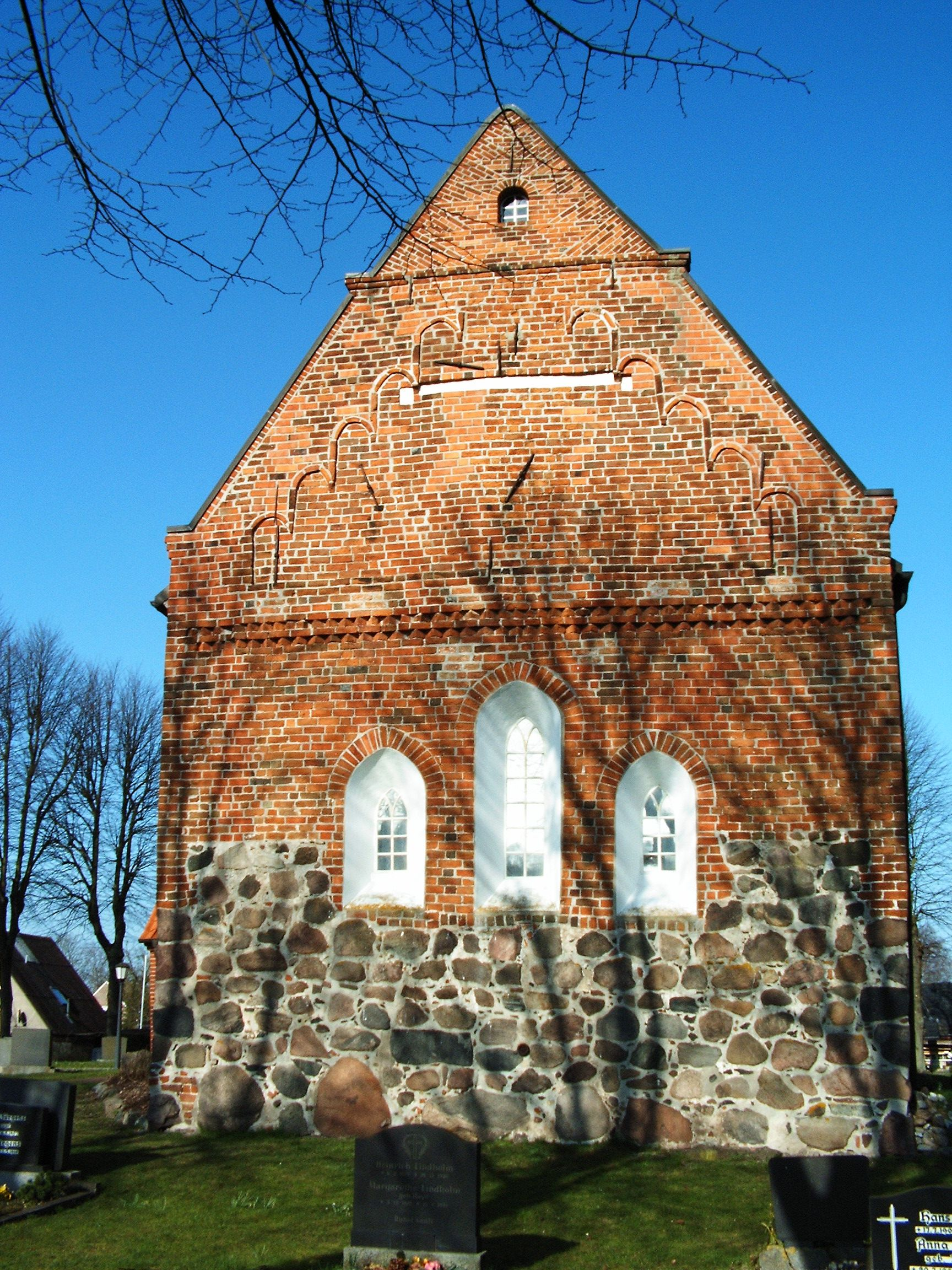
Церковь
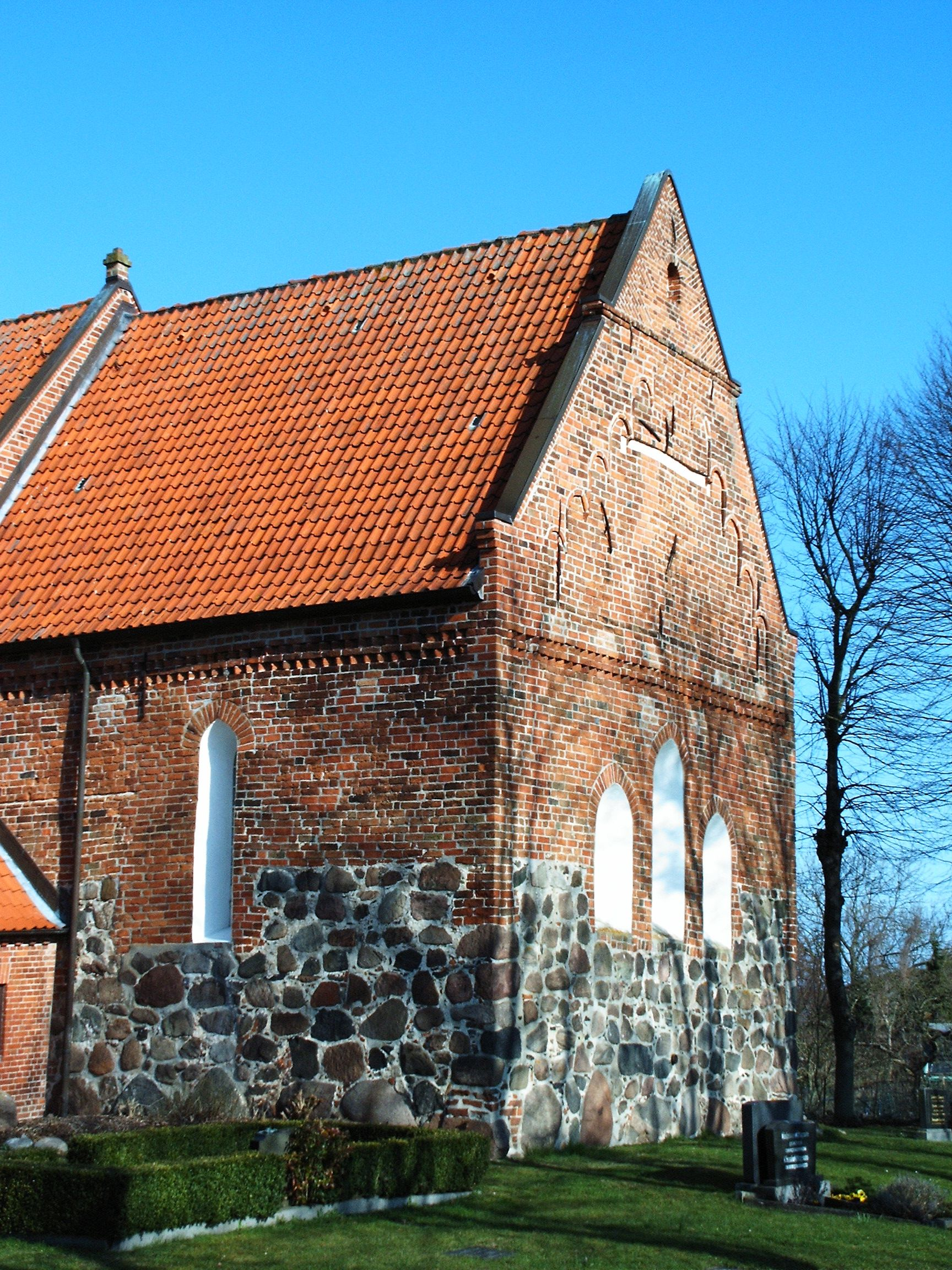
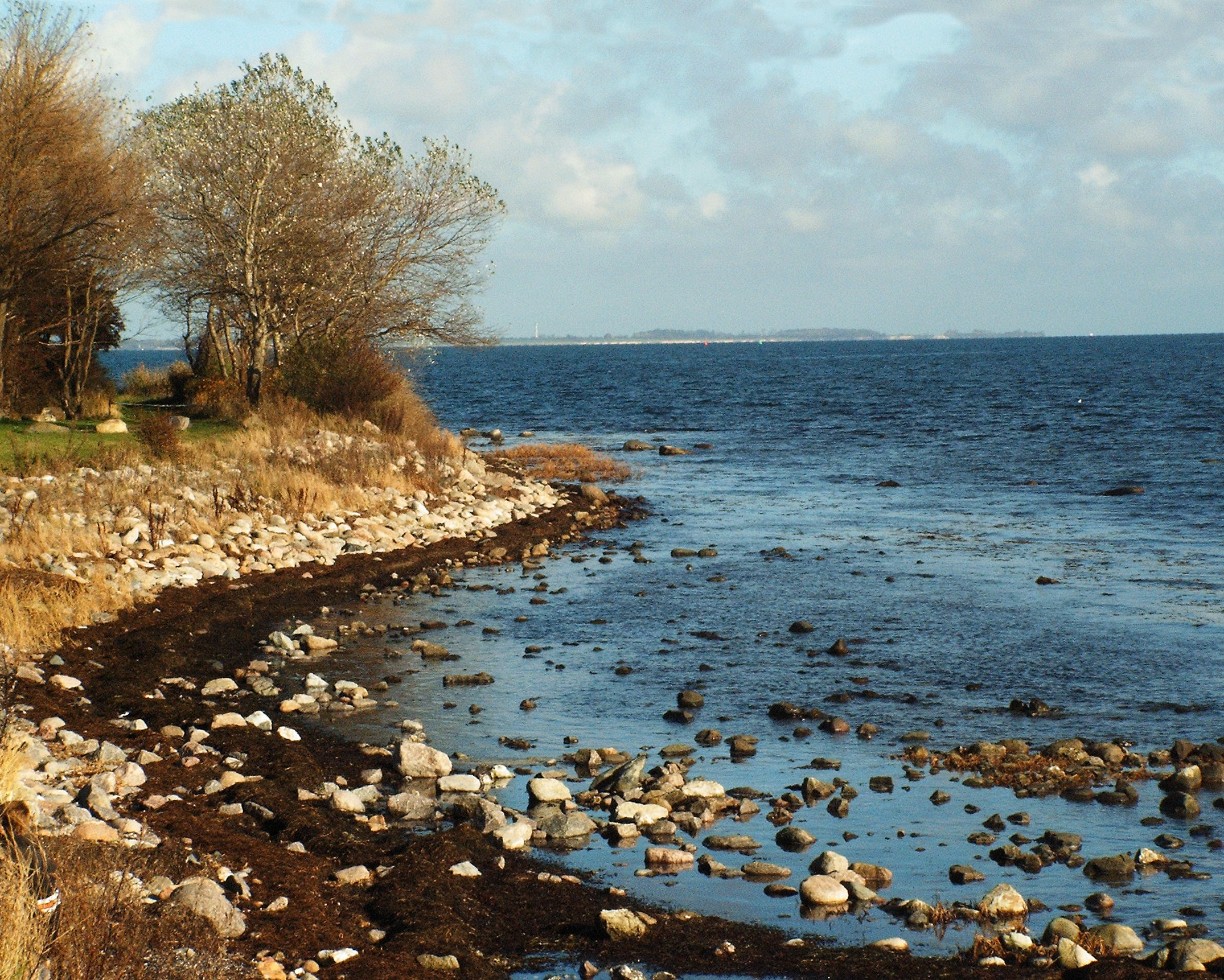
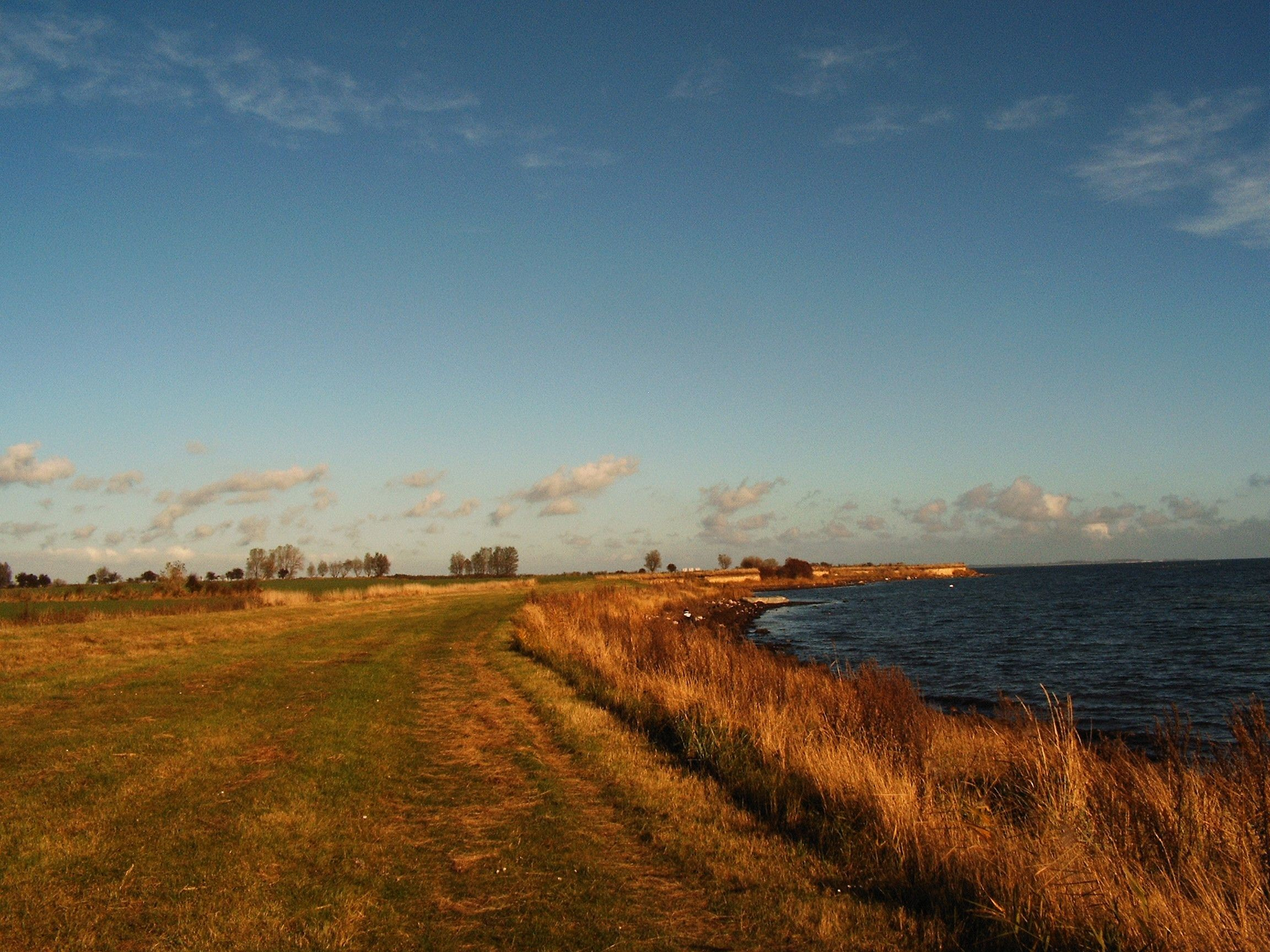
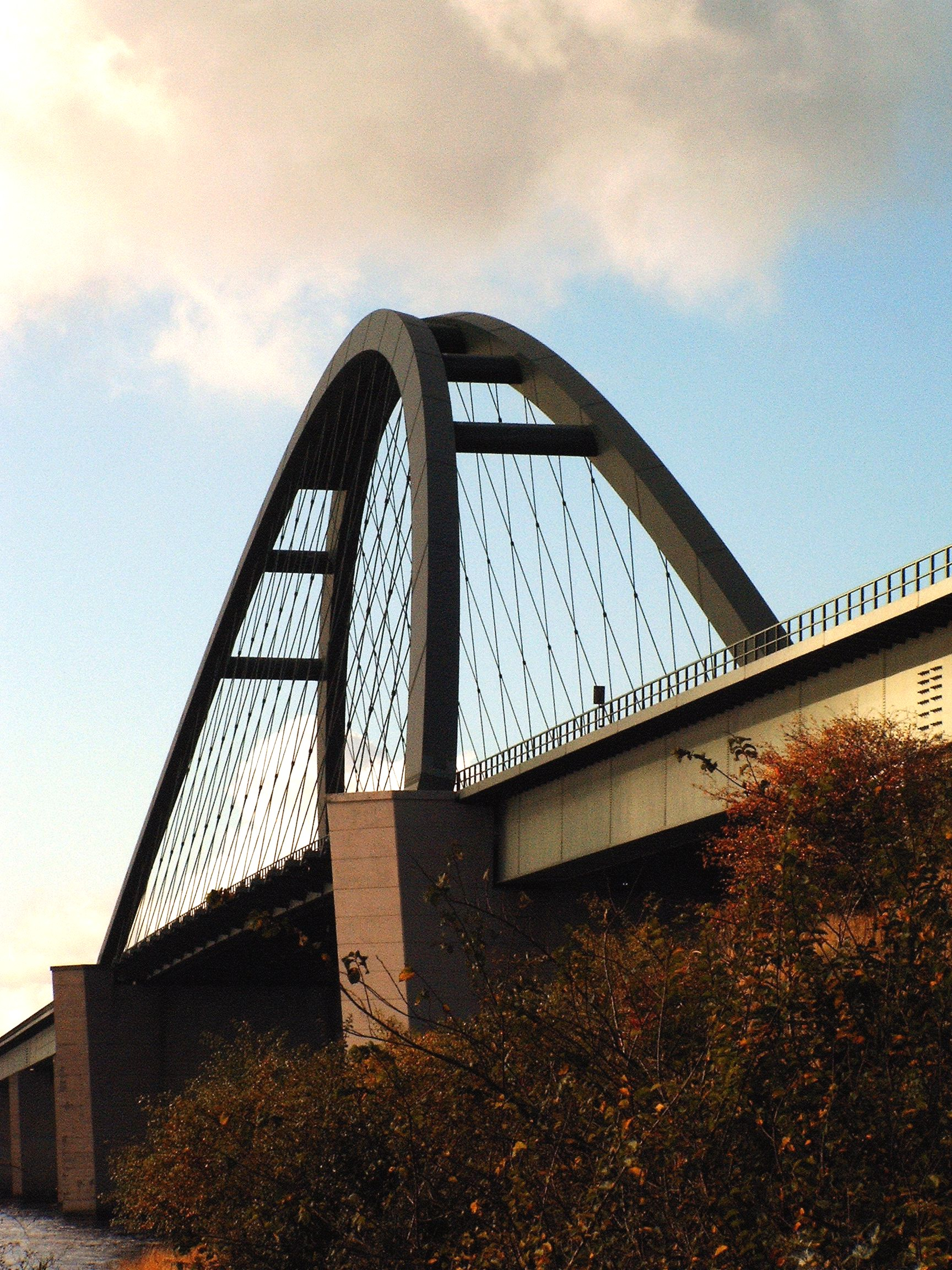
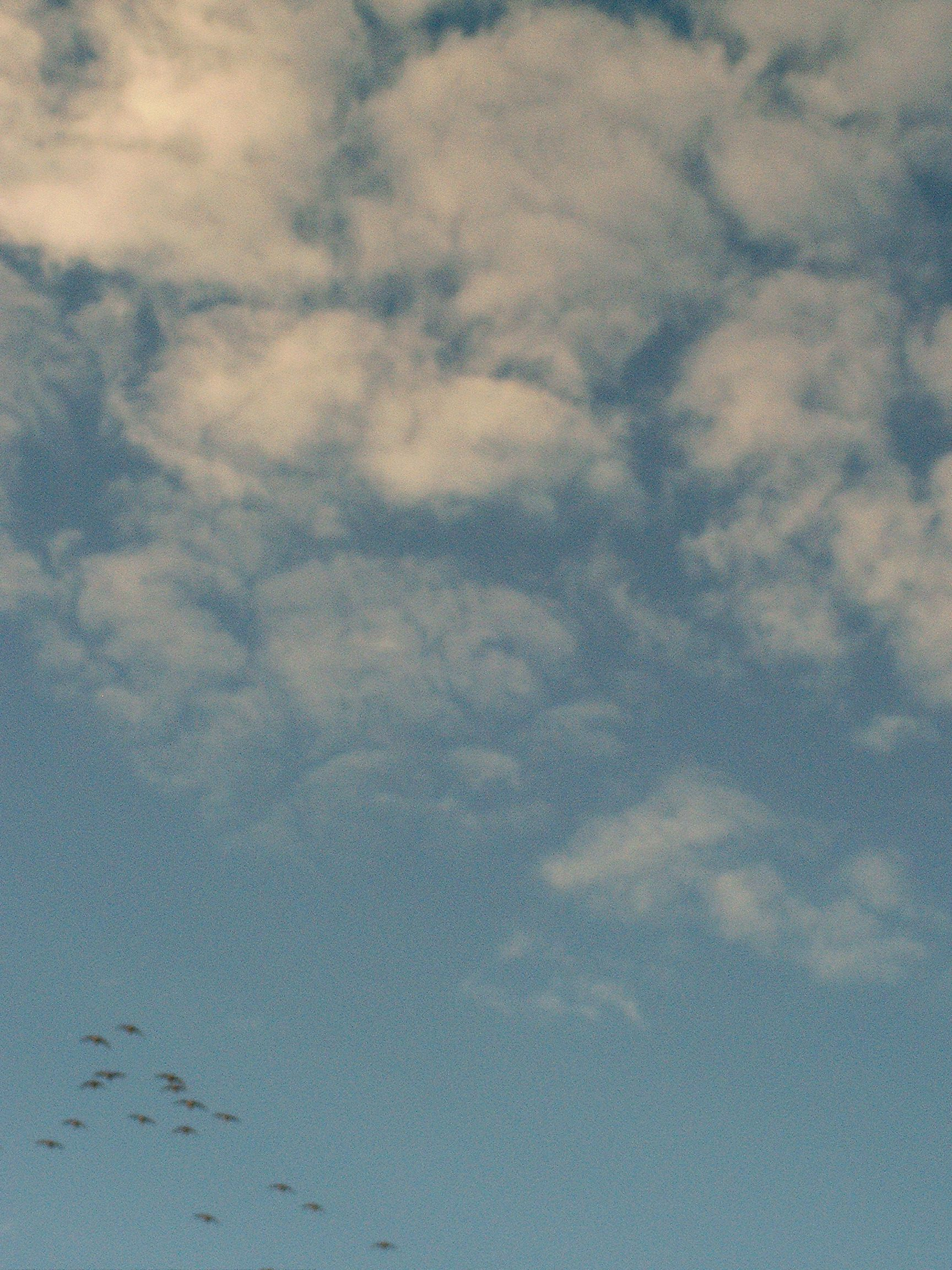